# Dufourea lijiangensis
Dufourea lijiangensis är en biart som beskrevs av Wu 1990. Dufourea lijiangensis ingår i släktet solbin, och familjen vägbin. Inga underarter finns listade i Catalogue of Life.